# Резерватът на таласъмите
Резерватът на таласъмите (на английски: The Goblin Reservation) е роман на американския писател фантаст Клифърд Саймък. Романът е издаден за първи път през 1968 г. На български език е издаден през 1982. от издателство Отечество, София, № 23 в на Библиотека „Фантастика“. Преиздаден е през 1985 г. от същото издателство и през 1998 г. от ИК „БАРД“ като част от поредицата „Колекция Клифърд Саймък“.

## Сюжет
Действието на романа се развива в далечното бъдеще. Космосът е овладян. На Земята са се събрали хиляди извънземни същества, за да посещават множеството колежи, да преподават в институтите, които съставлят този голям галактически университет, в какъвто се е превърнала планетата. Професорът от Факултета за свръхестествени явления на Уисконсинския университет Питър Максуел попада на неизвестна планета, която е хранилище на знанията на древна цивилизация. След завръщането си на Земята, той е въвлечен в борбата за придобиване на това наследство. Сред героите на романа са гоблини (таласъми), предвождани от своя главатар мистър О’Тул, троли, банши и феи, всички представители на Мъничкия народ, който от хилядолетия живее на Земята, колесатите – представители на неразбираема и враждебна извънземна цивилизация, неандерталецът Уп, Уилям Шекспир и разбира се – Духът на Уилям Шекспир. Според американските критици, това е романът с най-веселото настроение, който Саймък е написал. Централна тема в романа е проблема за взаимното разбирателство, съжителство и приятелство между различните раси и цивилизации и човешките ценности, които трябва да се опазят от ръцете на злото.

## Номинация за наградата „Хюго"
„Резерватът на таласъмите“ е номиниран през 1969 за наградата „Хюго" за най-добър научнофантастичен роман, но отстъпва първото място на романа на Джон Брънър – „Stand on Zanzibar".